# 김용운 (1964년)
김용운(金龍雲, 1964년 11월 22일 ~ )은 대한민국의 제8대 경상남도 거제시의원이다.

## 학력
- 장승포국민학교 졸업
- 해성중학교 졸업
- 해성고등학교 졸업
- 연세대학교 영어영문학과 졸업

## 경력
- 거제 뉴스광장 발행인 겸 대표기자
- 거제 경제정의실천시민연합 집행위원장
- 거제시 지속가능발전협의회 정책위원장
- 거제시 노사민정협의회 위원
- 2017 경상남도 거제시의회 후보
- 2018.07 ~ 2022.06 제8대 경상남도 거제시의회 의원
- 2018.07 ~ 2020.07 제8대 경상남도 거제시의회 공무국외여행심사위원회 위원장
- 2018.07 ~ 2020.07 제8대 경상남도 거제시의회 전반기 산업건설위원회 부위원장
- 2020.07 ~ 2022.06 제8대 경상남도 거제시의회 후반기 행정복지위원회 위원장
- 2020.07 ~ 2022.06 제8대 경상남도 거제시의회 후반기 예산결산특별위원회 위원
- 2020.09 ~ 정의당 경남도당 거제시 지역위원회 위원장

## 역대 선거 결과
|  | 27.22% |

|  | 35.65% |

|  | 21.30% |

|  | 21.99% |